# Ullstein Verlag
Видавництво  Ullstein Verlag було засноване Леопольдом Ульштайном у 1877 році в Берліні та є одною з найбільших видавничих компаній Німеччини . Воно видавало такі газети, як BZ і Berliner Morgenpost, а також книги через свої дочірні компанії Ullstein Buchverlage і Propyläen .
З 1956 року  видання газет перейшло до Axel Springer AG .

## Історія
14 липня 1877 року Леопольд Ульштейн придбав газету Neue Berliner Tageblatt, дочірню компанію ліберальної Berliner Tageblatt, яку видавав Рудольф Моссе, і 1 січня 1878 року перетворив її на Berliner Zeitung ( BZ ).  У 1894 році він також придбав тижневик Berliner Illustrirte Zeitung, який, завдяки прогресу технології яка дозволила масове використання фотографій, став найуспішнішим ілюстрованим часописом у Німеччині. BZ am Mittag, відновлений у 1904 році, став першою таблоїдною газетою Німеччини. Сини Ульштейна Рудольф, Ганс, Луїс, Франц і Германн успадкували видавництво та розвивали його далі. 
Вони придбали авторитетну Vossische Zeitung, ліберальну газету з традиціями, які тривали з 1617 року, А, водночас, ліва Berliner Morgenpost, заснована в 1898 році, досягла великої кількості передплатників.
З 1927 року Ульштайн також видавали щотижневу газету Die Grüne Post під керівництвом головного редактора Ема Велка .
У 1919 році Propyläen Verlag (див. Propylaea ) було засновано як Імпрінт для науково-популярних книжок, особливо з історії та історії мистецтва, а також для класичних видань, а також для романів, таких як «На західному фронті все тихо» Еріха Марії Ремарка, вперше опублікованого в 1929 році. Серед авторів, які працювали на Ullstein, також були Вікі Баум, Теа фон Харбу та Франц Блей .
Між 1925 і 1927 роками Ullstein Verlag збудували нову будівлю друкарні Ullsteinhaus в райні Берліну Темпельгоф висотою 76 м (249 фут) пам’ятка « цегляного експресіонізму » з бронзовою скульптурою «Сова Ульштейна» роботи Фріца Клімша .
Під керівництвом родини Ульштайн видавництво стало найбільшим у Європі. У 1933 році, коли нацисти прийшли до влади, брати Ульштейн видавали чотири щоденні газети, а також численні журнали. 
Навесні 2017 року Ullstein випустив ще один випуск: Ullstein Five. У центрі уваги – соціально актуальні, але доступні історії німецьких авторів. Назва нагадує про традицію Уллштейна: у роки заснування видавництва кожен із п’яти братів Уллштейнів робив внесок відповідно до своїх талантів. За прикладом «п’яти братів» програма складена спільними зусиллями з авторами. 

## Нацистська арійїзація
У 1934 році нацистська влада позбавила сім’ю Ульштайнів видавництва, а все їхнє видавниче підприємство насильно піддало «арійїзації» , і весь бізнес, оцінений у 60 мільйонів марок, був проданий під примусом за 6 мільйонів.   У 1937 році Ullstein Verlag було перейменовано на Deutscher Verlag , пов’язане з видавництвом нацистської партії Franz Eher Nachfolger і редагувало Deutsche Allgemeine Zeitung, а також Das Reich і журнал Signal з 1940 року до кінця Другої світової війни .
Після війни родина Ульштейнів відновила права на видавницттво, але незабаром почалися фінансові труднощі. У 1956 році 26% акцій придбав Axel Springer, який став мажоритарним акціонером у 1960 році. Під керівництвом Шпрінгера решта західноберлінських газет Berliner Morgenpost і BZ перейшли до правого крила з чіткою антикомуністичною позицією. Арійїзацію Ullstein Verlag було применшено.  У 2003 році видавництво Ullstein було продано Random House . Продаж, який підлягав згоді Bundeskartellamt (Федеральне відомство картелів Німеччини), було схвалено лише частково. Видавництва Heyne, Südwest і Diana стали частиною Random House, а решту групи Ullstein (Ullstein, Claassen, Econ, List, Marion von Schröder und Propyläen) було продано Bonnier Group .

## Дивись також
- Макс Аманн

## Зовнішні посилання
- Офіційний сайт